# Ciclone Jaya
O ciclone tropical intenso Jaya (designação do JTWC: 22S; também conhecido simplesmente como ciclone Jaya) foi um intenso ciclone tropical intenso que esteve ativo durante o final de Março e o começo de Abril de 2007 no Oceano Índico sudoeste. Sendo o décimo quarto ciclone tropical, o décimo sistema tropical nomeado e o sexto ciclone tropical intenso da temporada de ciclones no Oceano Índico sudoeste de 2006-07, Jaya formou-se de uma perturbação tropical  a sudoeste de Diego Garcia em 26 de Março e seguiu para oeste, alcançando o seu pico de intensidade com ventos máximos sustentados de 220 km/h, segundo o JTWC, ou 185 km/h, segundo o CMRE de Reunião. Após atingir o norte de Madagascar com ventos de até 150 km/h em 3 de Abril, Jaya enfraqueceu-se significativamente sobre o Canal de Moçambique antes de ser absorvido por uma outra área de baixa pressão em 8 de Abril.
Jaya causou danos generalizados a uma área já anteriormente arrasada pelo ciclone Indlala dias antes, causando a destruição de residências e plantações, além de três fatalidades na região de Sambava, pequena cidade na província de Antsiranana.

## História meteorológica

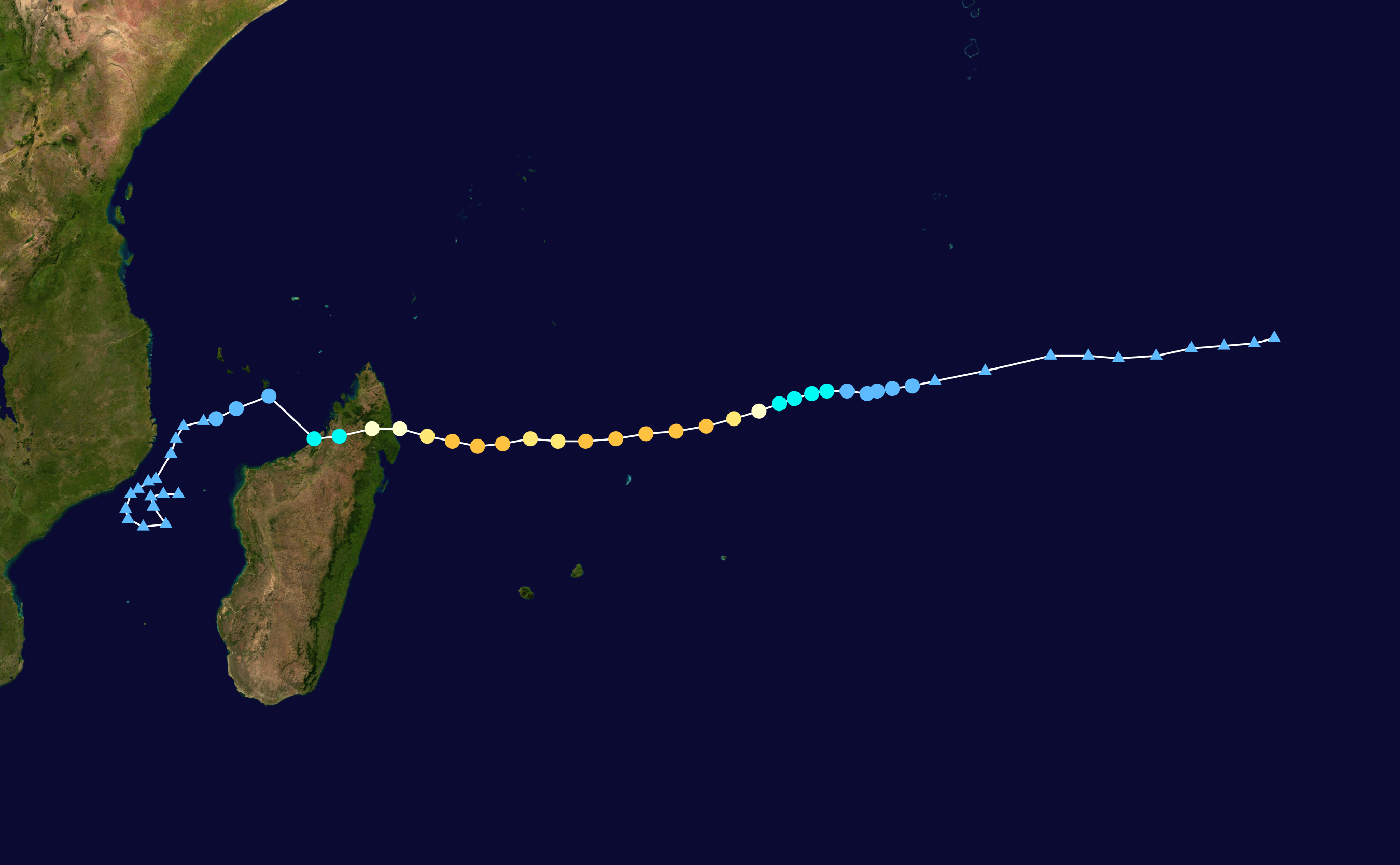
O caminho de Jaya

Em 26 de Março, o Centro Meteorológico Regional Especializado (CMRE) de Reunião começou a monitorar uma zona de distúrbios meteorológicos e atribuiu-lhe a designação 14R. O Joint Typhoon Warning Center começou a monitorar o sistema como uma perturbação tropical durante a madrugada de 28 de Março a cerca de 840 km a sudeste de Diego Garcia, Território Britânico do Oceano Índico. Segundo o JTWC, naquele momento, o sistema apresentava um fraco centro ciclônico de baixos níveis exposto, com fracas áreas de convecção. No entanto, um anticiclone ao seu leste dava suporte a sua potencial intensificação, provocando favoráveis divergências de altos níveis, com fraco cisalhamento do vento. O CMRE de Reunião classificou o sistema como uma perturbação tropical por volta do meio-dia de 29 de março. Com a consolidação do centro ciclônico de baixos níveis, o sistema continuou a se intensificar e no começo da madrugada (UTC) de 30 de Março, o JTWC emitiu um alerta de formação de ciclone tropical (AFCT), indicando que o sistema poderia se tornar um ciclone tropical significativo dentro de um período de 24 horas. A partir de então, o sistema começou a sofrer intensificação explosiva devido ao enfraquecimento adicional do cisalhamento do vento e, apenas algumas horas depois, o CMRE classificou a perturbação tropical diretamente para uma tempestade tropical moderada, atribuindo-lhe o nome Jaya, que foi submetido à lista de nomes de ciclones do Oceano Índico sudoeste pelo Zimbábue. Praticamente ao mesmo tempo, o JTWC emitiu seu primeiro aviso sobre o ciclone tropical 22S. Naquele momento, o centro de Jaya localizava-se a cerca de 805 km a norte-nordeste da pequena ilha de Rodrigues.

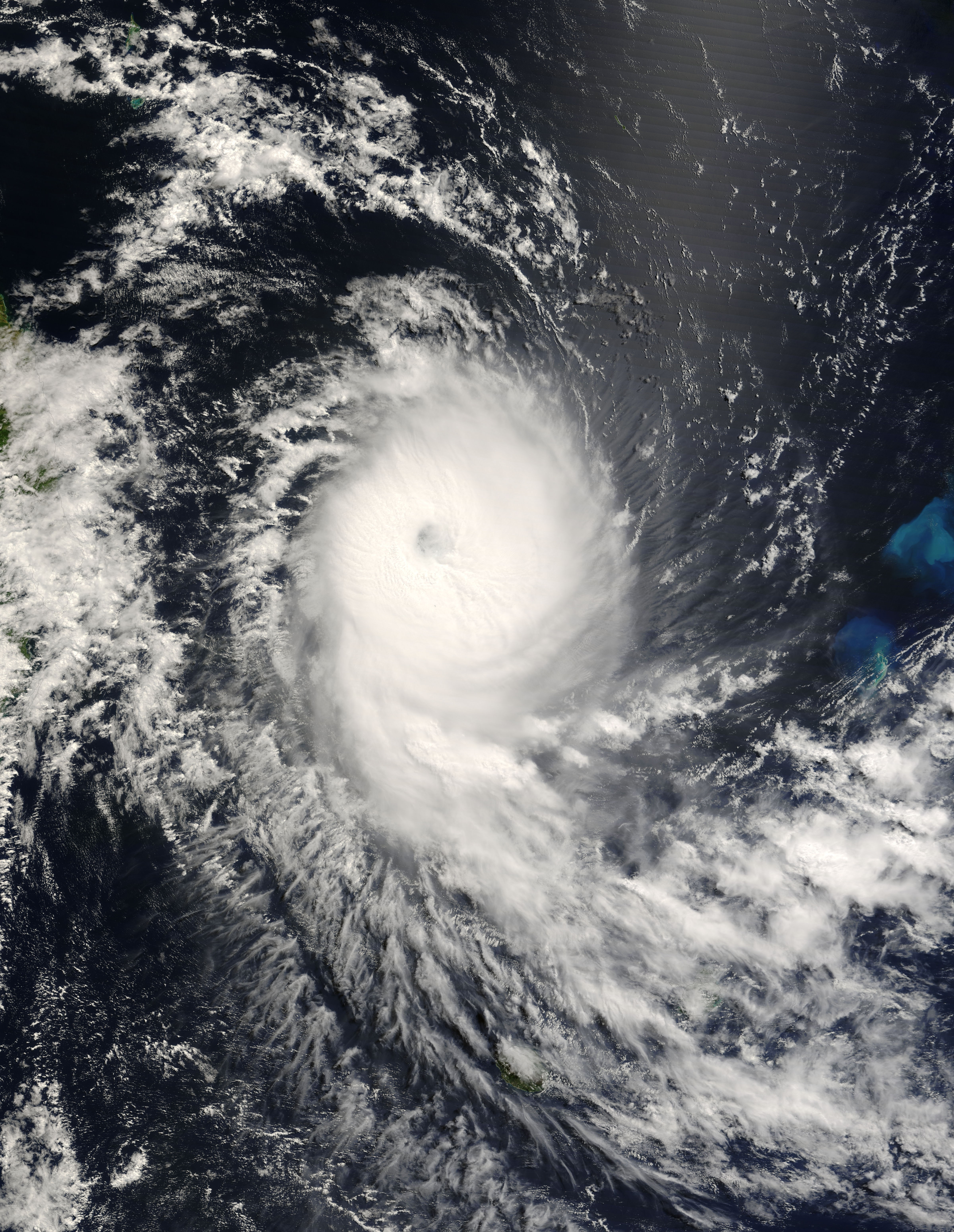
O ciclone Jaya em 2 de Abril

Jaya continuou a se intensificar rapidamente devido às ótimas condições ambientais, como bons fluxos externos e temperatura da superfície do mar favorável, assim que seguia para oeste devido à influência de uma alta subtropical e durante a noite (UTC) de 30 de Março, o CMRE de Reunião classificou o sistema para uma tempestade tropical severa e seis horas depois para um ciclone tropical (i. e. furacão). Jaya, sendo um ciclone tropical de tamanho relativamente pequeno, começou a apresentar um olho no centro de suas áreas de convecção assim que continuava a se intensificar. Com a contínua intensificação, Jaya tornou-se um ciclone tropical intenso por volta do meio-dia de 31 de Março, alcançando o pico de intensidade seis horas depois, com ventos máximos sustentados de 220 km/h, intensidade equivalente a um furacão de categoria 4 na escala de furacões de Saffir-Simpson, segundo o JTWC, ou 185 km/h segundo o CMRE de Reunião.

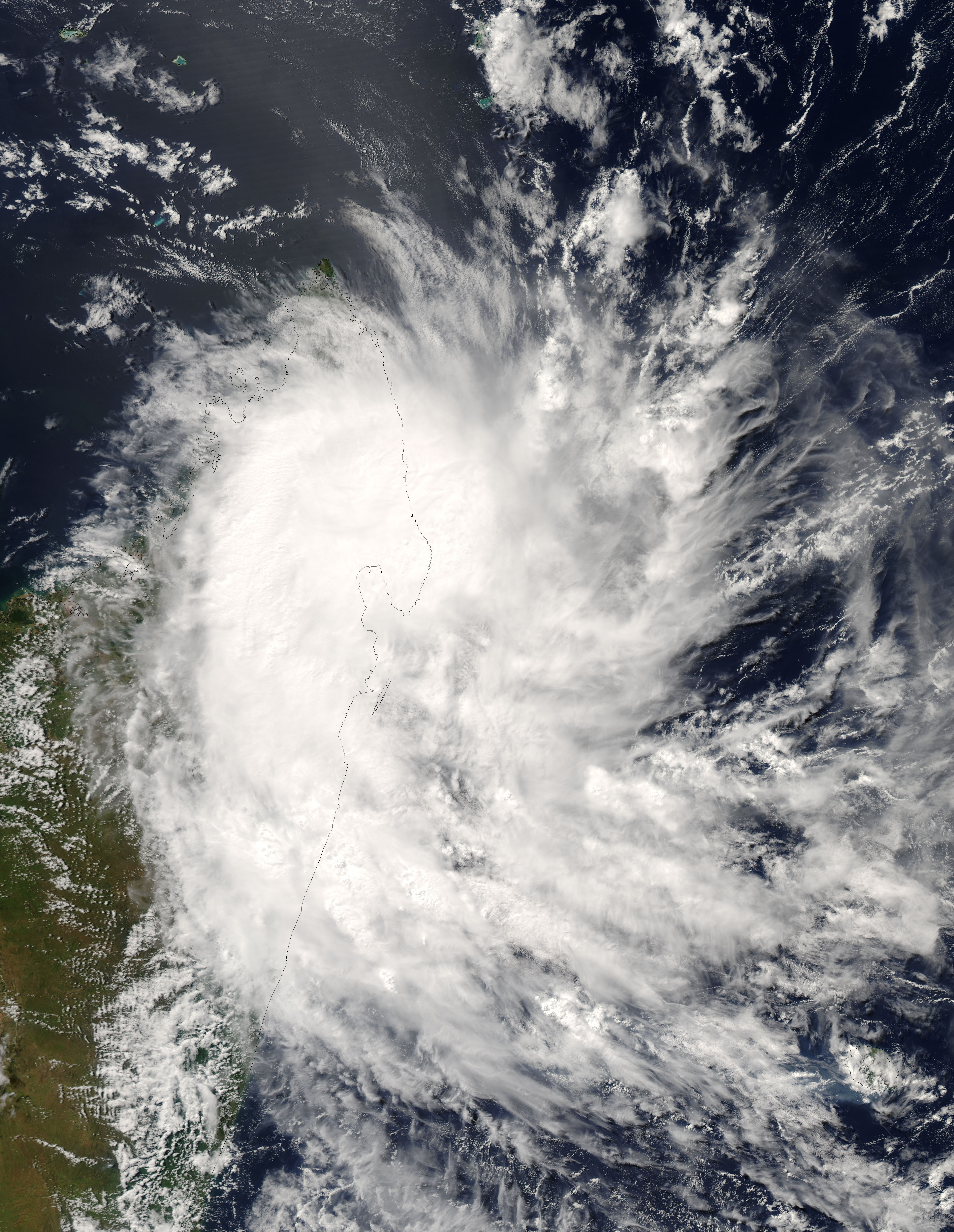
Jaya sobre Madagascar em 3 de Abril

Jaya, sendo um pequeno ciclone tropical, era vulnerável a pequenas variações meteorológicas ao seu redor. Com isso, começou a se enfraquecer rapidamente assim que a intrusão de ar seco e um pequeno aumento no cisalhamento do vento começou a atingir o sistema. Devido a isso, o CMRE de Reunião desclassificou Jaya para um ciclone tropical durante a manhã de 1 de Abril. No entanto, assim que as condições meteorológicas voltaram a ser favoráveis, Jaya começou novamente a se intensificar. Durante a noite (UTC) de 2 de Abril, Jaya voltou a ser um ciclone tropical intenso. Mas a tendência de intensificação foi de curta duração e a volta da intrusão de ar seco e um novo aumento do cisalhamento do vento causaram a Jaya a se enfraquecer novamente. Com isso, o CMRE de Reunião desclassificou novamente Jaya para um ciclone tropical no começo da madrugada de 3 de Abril. Seguindo continuamente para oeste, Jaya fez landfall na costa nordeste de Madagascar, logo ao sul da pequena cidade de Sambava por volta das 09:00 (UTC) de 3 de Abril, com ventos máximos sustentados de 150 km/h, segundo o JTWC, ou 120 km/h, segundo o CMRE de Reunião. Logo em seguida, o CMRE de Reunião desclassificou Jaya para uma tempestade tropical moderada e, com a rápida deterioração do sistema, o CMRE de Reunião desclassificou Jaya para uma depressão sobre terra durante a noite de 3 de Abril. Continuando a seguir para oeste, Jaya seguiu para o Canal de Moçambique como um sistema altamente desorganizado. Além disso, as condições atmosféricas no Canal de Moçambique não davam suporte para a intensificação do sistema. Com isso, o JTWC emitiu seu último aviso sobre o sistema ao meio-dia de 4 de Abril. O CMRE de Reunião seguiu a zona de distúrbios meteorológicos remanescente de Jaya até 8 de Abril, quando o sistema foi absorvido por outra área de baixa pressão que viria dar origem a depressão subtropical 15R. Entre 4 e 8 de Abril, o JTWC chegou a emitir dois avisos de formação de ciclone tropical (AFCT) sobre o sistema, que não chegaram a ser confirmados.

## Preparativos e impactos
O ciclone Jaya atingiu o nordeste de Madagascar, perto da pequena cidade de Sambava em 3 de Abril, causando ventos que superavam 150 km/h. Por atingir uma região já devastada anteriormente pelo ciclone Indlala, Jaya causou menos estragos do que o ciclone predecessor. No entanto, a região de Sambava, na província de Antsiranana, foi a mais atingida, região já arrasada anteriormente por Indlala. Casas e plantações foram destruídas, mas os danos totais não ficaram disponíveis. Segundo relatos de autoridades locais, três pessoas haviam morrido como consequência da passagem de Jaya sobre a região.